# U2 (München)
U2 is een metrolijn, onderdeel van de metro van München, in de Duitse stad München. Tot 1988 werd de lijn aangeduid als  U8 maar om lacunes te voorkomen werd de lijn vernummererd in U2.

## Stations
| Station           | Overstappunt | Foto * | Type                         | Geopend          | Ligging                        | Wijk                                  |
| ----------------- | ------------ | ------ | ---------------------------- | ---------------- | ------------------------------ | ------------------------------------- |
| Feldmoching       |              | 250 !  | kuip                         | 26 oktober 1996  | 48° 12′ 49″ NB, 11° 32′ 31″ OL | Feldmoching Hasenbergl                |
| Hasenbergl        |              | 260 !  | kuip                         | 26 oktober 1996  | 48° 12′ 47″ NB, 11° 33′ 21″ OL | Hasenbergl                            |
| Dülferstraße      |              | 270 !  | kuip                         | 20 november 1993 | 48° 12′ 46″ NB, 11° 33′ 45″ OL | Am Hart Hasenbergl                    |
| Harthof           |              | 280 !  | kuip                         | 20 november 1993 | 48° 12′ 17″ NB, 11° 34′ 6″ OL  | Am Hart                               |
| Am Hart           |              | 290 !  | ondiep gelegen zuilenstation | 20 november 1993 | 48° 11′ 49″ NB, 11° 34′ 19″ OL | Am Hart                               |
| Frankfurter Ring  |              | 300 !  | ondiep gelegen zuilenstation | 20 november 1993 | 48° 11′ 14″ NB, 11° 34′ 22″ OL | Milbertshofen                         |
| Milbertshofen     |              | 310 !  | ondiep gelegen zuilenstation | 20 november 1993 | 48° 10′ 51″ NB, 11° 34′ 23″ OL | Milbertshofen                         |
| Scheidplatz       |              | 460 !  | ondiep gelegen zuilenstation | 8 mei 1972       | 48° 10′ 17″ NB, 11° 34′ 24″ OL | Schwabing-West                        |
| Hohenzollernplatz |              | 480 !  | ondiep gelegen zuilenstation | 18 oktober 1980  | 48° 09′ 41″ NB, 11° 34′ 7″ OL  | Schwabing-West                        |
| Josephsplatz      |              | 490 !  | ondiep gelegen zuilenstation | 18 oktober 1980  | 48° 09′ 19″ NB, 11° 34′ 2″ OL  | Maxvorstadt                           |
| Theresienstraße   |              | 500 !  | ondiep gelegen zuilenstation | 18 oktober 1980  | 48° 09′ 4″ NB, 11° 33′ 53″ OL  | Maxvorstadt                           |
| Königsplatz       |              | 510 !  | ondiep gelegen zuilenstation | 18 oktober 1980  | 48° 08′ 45″ NB, 11° 33′ 49″ OL | Maxvorstadt                           |
| Hauptbahnhof      |              | 760 !  | ondiep gelegen zuilenstation | 18 oktober 1980  | 48° 08′ 25″ NB, 11° 33′ 40″ OL | Ludwigsvorstadt                       |
| Sendlinger Tor    |              | 800 !  | ondiep gelegen zuilenstation | 19 oktober 1971  | 48° 08′ 0″ NB, 11° 34′ 0″ OL   | Altstadt Isarvorstadt Ludwigsvorstadt |
| Fraunhoferstraße  |              | 1150 ! | ondiep gelegen zuilenstation | 18 oktober 1980  | 48° 07′ 45″ NB, 11° 34′ 28″ OL | Isarvorstadt                          |
| Kolumbusplatz     |              | 1160 ! | kuip                         | 18 oktober 1980  | 48° 07′ 11″ NB, 11° 34′ 35″ OL | Au                                    |
| Silberhornstraße  |              | 1310 ! | kuip                         | 18 oktober 1980  | 48° 06′ 54″ NB, 11° 34′ 50″ OL | Obergiesing                           |
| Untersbergstraße  |              | 1320 ! | ondiep gelegen zuilenstation | 18 oktober 1980  | 48° 06′ 45″ NB, 11° 35′ 16″ OL | Obergiesing                           |
| Giesing           |              | 1330 ! | ondiep gelegen zuilenstation | 18 oktober 1980  | 48° 06′ 39″ NB, 11° 35′ 44″ OL | Obergiesing Ramersdorf                |
| Karl-Preis-Platz  |              | 1340 ! | ondiep gelegen zuilenstation | 18 oktober 1980  | 48° 07′ 6″ NB, 11° 36′ 33″ OL  | Ramersdorf                            |
| Innsbrucker Ring  |              | 1350 ! | ondiep gelegen zuilenstation | 18 oktober 1980  | 48° 07′ 14″ NB, 11° 37′ 8″ OL  | Berg am Laim Ramersdorf               |
| Josephsburg       |              | 1500 ! | kuip                         | 29 mei 1999      | 48° 07′ 37″ NB, 11° 38′ 5″ OL  | Berg am Laim                          |
| Kreillerstraße    |              | 1510 ! | enkelgewelfdstation          | 29 mei 1999      | 48° 07′ 33″ NB, 11° 38′ 49″ OL | Berg am Laim                          |
| Trudering         |              | 1520 ! | dubbelgewelfdstation         | 29 mei 1999      | 48° 7′ 33″ NB, 11° 39′ 45″ OL  | Trudering                             |
| Moosfeld          |              | 1530 ! | kuip                         | 29 mei 1999      | 48° 07′ 50″ NB, 11° 40′ 15″ OL | Trudering                             |
| Messestadt West   |              | 1540 ! | kuip                         | 29 mei 1999      | 48° 08′ 0″ NB, 11° 41′ 29″ OL  | Riem                                  |
| Messestadt Ost    |              | 1550 ! | kuip                         | 29 mei 1999      | 48° 08′ 0″ NB, 11° 42′ 14″ OL  | Riem                                  |

- De sorteerwaarde van de foto is de ligging langs de lijn